# トロンボポエチン

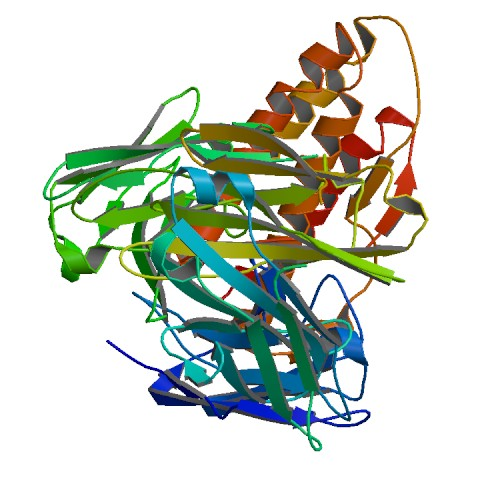
トロンボポエチンの3次元構造

トロンボポエチン（英:Thrombopoietin、TPO）は血小板の前駆細胞の増殖および分化に関与する造血因子である。血小板は造血幹細胞から巨核球を経て分化し、血液凝固において重要な役割を果たすと共に、種々の免疫反応にも関与している。巨核球や血小板の形成には種々のサイトカインが関与しており、インターロイキン（IL）-1、-3、-4、-6、-7、-11やGM-CSF、エリスロポエチン（EPO）、幹細胞因子（SCF）によって促進される。TPOは血小板の形成を促進する活性を有することが1958年から示唆されており、精製･同定を試みるも成功するには至らなかったが、1994年にはじめてTPOのクローニングが行われた。その後、TPOは巨核球コロニーの形成を抑制する機能を持つc-mplのリガンドであることが解明され、造血系細胞の産生に重要な因子であると考えられている。

## 遺伝子および分子構造
ヒトTPO遺伝子は７つのエキソンと6つのイントロンを有しており、染色体上では3q27-28に位置している。TPO遺伝子は353アミノ酸残基のタンパク質をコードするが、21残基がシグナル配列であり、除去された後に60-70kDaの糖タンパク質として分泌される。TPO分子のアミノ基末端側領域は種をこえてよく保存されており、EPOと23%（ヒト）の相同性を有している。一方で、カルボキシル基側の領域は種間で多様性に富む。

## 産生
TPOのmRNAは主に肝臓に発現が見られ、腎臓や脾臓、骨髄、膵臓、脳、肺においても少量発現している。肝臓や腎臓では常に一定量のmRNAが発現しているが、血小板減少が生じたマウスの脾臓や骨髄ではTPOmRNAの発現は上昇していることが報告されている。

## 受容体
ヒトにおいてTPO受容体であるc-mplの遺伝子は12個のエキソンを有しており、1p34に位置する（マウスでは第4染色体上に存在）。c-mpl mRNAの3'末端側の選択的スプライシングにより、P型（71kDa）とK型（65kDa）の2種類のタンパク質が産生され、これらは細胞内領域の構造が互いに異なる。P型は細胞内領域にBox1およびBox2と呼ばれるシグナル伝達に関与するドメインを有するが、これらはK型には存在せず、その機能に関してはよく分かっていない。細胞外領域の構造は共通しており、4つの保存されたシステイン残基とサイトカイン受容体に特徴的なWSXWSモチーフを含む。
c-mplは骨髄性白血病に関連するレトロウイルス（MPLV）の癌遺伝子v-mplと相同性を有しており、血小板や巨核球の他、赤芽球系の細胞にも発現している。

## 生理作用
TPOは巨核球の成熟・増殖を刺激し、血小板の形成を促進する活性を有する。c-mplを欠損したマウスでは血小板数の減少がみられることが報告されている。